# 我为钢琴狂
《我为钢琴狂》（Pianomania），是一部2009年上映的德国和奥地利合作的电影纪录片，其导演是莉莉安·弗兰克和罗伯特·西比斯。电影从史坦威钢琴公司的调音师兼音乐会技师史蒂芬·柯尼普弗（Stefan Knüpfer） 的角度展开，讲述了他在与钢琴家郎朗、阿尔弗雷德·布伦德尔以及皮埃尔-洛朗·艾马尔的合作中对钢琴完美音质的追求。

### 影片内容
整部电影主要围绕着钢琴家皮埃尔-洛朗·艾马尔和调音师史蒂芬·柯尼普弗合作展开。他们准备对作曲家约翰·塞巴斯蒂安·巴赫的《赋格艺术》钢琴曲进行录音。钢琴家皮埃尔-洛朗·艾马尔将会用109号三角钢琴来演奏这首巴赫的曲子。故事就发生在录音开始的前一年。
调音师史蒂芬·柯尼普弗在大学里研究的是巴赫时期传统键盘乐器的调音。调音时他通常使用毛毡做成的消音器以及玻璃制的声音反射板。就在调音工作进行时，他们突然得到一个坏消息，109号三角钢琴将会在几个月后被卖到澳大利亚。然而这并不是他们所要面对的唯一阻碍。柯尼普弗和艾马尔定期碰面进行准备，但离钢琴家所渴望的音乐会上的掌声和鲜花还十分遥远。
作为情节的复线还有其他几位音乐家也参与了电影拍摄，比如中国钢琴家郎朗。电影中，他作为维也纳大厅的演奏嘉宾，在一个午后睡眼惺忪地身着牛仔裤和彩色体操鞋出现。时差还没倒过来，他就必须选一架钢琴进行试奏。因为紧凑的日程安排使他没有足够的时间来排练，他几乎是害羞地提出要一个重一点的琴凳，好让他能够稳当地激情演奏，不在上面滑来滑去。在音乐会上，凳子很稳，他穿着黑西装，发型狂野，赢得了热烈的掌声。
又比如钢琴家阿尔弗雷德·布伦德尔在2007年的奥地利格拉费内格音乐节（Grafenegg Festival）举办他的音乐会。在柯尼普弗为他准备三角钢琴时，钢琴家给出了幽默的指示。
此外，电影中还短暂出现了钢琴家提尔·费尔尼（Till Fellner）和尤利斯·德拉克（Julius Drake）以及男高音歌唱家兰·波斯特里奇（Ian Bostridge）。

### 评价和反响
《我为钢琴狂》2009年在洛加诺电影节进行了首映并获得了正面的反响。德国电影媒体评定委员会（Deutsche Film- und Medienbewertung）将这部电影纪录片评为“十分有价值”和“优秀的后期制作以及幕后工作吸引观众把电影看到最后一分钟”。电影在国外也被评为扣人心弦，详见英国金融时报或者美国纽约时报。据洛杉矶时报报道，这部电影令美国的影评人深受感动。据烂番茄网站（Rotten Tomatoes）2015年2月的统计，影片获得了大约80%的正面评价。

### 荣誉和奖项

#### 电影节获奖
- 第53届旧金山国际电影节金门奖[12]

- 第36届德国威茨堡国际电影周纪录片观众最喜爱影片奖

- 第20届德国鲁能电影节观众最喜爱影片奖

- 奥地利对角线电影节最具艺术魅力剪辑奖[13]

- 瑞士洛加诺国际电影节“影评周”的最佳影片奖

- 德国电影奖最佳音效奖

#### 电影节提名
- 第22届欧洲电影奖

- 2011首届瑞士电影奖最佳纪录片奖

#### 入围电影节
2009年
- 阿姆斯特丹国际纪录片电影节 International Documentary Film Festival Amsterdam[14]

- 德国马克思·欧皮丝电影节  Max-Ophüls-Preis, Deutschland

- 德国鲁能电影节  Kinofest Lünen, Deutschland

- 德国国际和丰电影节  Internationale Hofer Filmtage, Deutschland

- 德国DOK莱比锡电影节  DOK Leipzig, Deutschland

- 德国汉堡前所未有电影节  Unerhört Hamburg, Deutschland

- 奥地利对角线电影节  Diagonale, Österreich

- 爱尔兰软木电影节  Cork Festival, Irland

- 瑞士罗卡诺电影节  Locarno International Film Festival, Schweiz

- 瑞士苏黎世电影节  Zürich Film Festival, Schweiz

- 西班牙瓦拉多力国际电影节  Valladolid International Film Festival, Spanien

- 英国谢分多格电影节  Sheffield Doc/Fest, Großbritannien

- 罗马尼亚布加勒斯特电影节  SoNoRo Bukarest, Rumänien

2010年
- 塞尔维亚壮丽7电影节  The Magnificent 7, Serbien

- 德国威茨堡国际电影周末  Internationales Filmwochenende Würzburg, Deutschland

- 瑞典歌特伯格国际电影节  Göteborg International Film Festival, Schweden

- 德国柏林国际电影节  Internationale Filmfestspiele Berlin (Berlinale), Deutschland

- 爱尔兰都柏林詹姆森国际电影节  Jameson Dublin IFF, Irland

- 克罗地亚萨格勒布电影节 Zagrebdox, Kroatien

- 保加利亚索菲亚国际电影节  Sofia International Film Festival, Bulgarien

- 第34届中国香港国际电影节  34th Hong Kong International Film Festival, China

- 中国澳门国际电影节  Macau International Film Festival, China

- 阿根廷布宜诺斯艾利斯国际独立电影节  BAFICI – Festival International de Cinema Independiente Buenos Aires, Argentinien

- 美国明尼阿波利斯－圣保罗国际电影节 St. Paul International Film Festival Minneapolis, USA

- 瑞士道格市场推测电影节  Doc Outlook-Market, Schweiz

- 美国旧金山国际电影节  San Francisco International Festival, USA

- 德国慕尼黑DOK国际电影节  DOK.Fest München, Deutschland

- 波兰道格星球审查电影节  Planet Doc Review Film Festival, Polen

- 俄罗斯莫斯科国际电影节  Moscow International Film Festival, Russland

- 澳大利亚墨尔本国际电影节  Melbourne International Film Festival, Australien

- 新西兰国际电影节  New Zealand International Film Festival, Neuseeland

- 墨西哥德国电影周  Semana de Cine Aleman in Cinemateca Nacional Mexico City, Mexico

- 美国华盛顿奥地利文化论坛  Austrian Cultural Forum in Washington DC, USA

- 美国罗德岛闪烁国际电影节  Flickers – Rhode Island International Film Festival, USA

- 韩国堤川国际音乐电影节  Jecheon International Music & Film Festival, SüdKorea